# 蒂莫希夫卡 (切爾卡瑟區)
48°58′8″N 32°4′7″E / 48.96889°N 32.06861°E
蒂莫希夫卡（烏克蘭語：Тимошівка）是位於烏克蘭中部的村莊，由切爾卡瑟州切爾卡瑟區的卡姆揚卡市鎮負責管轄。該村始建於十七世紀，面積68.2平方公里，海拔高度175米，2009年人口811，人口密度每平方公里11.9人。